# Hlavice
Hlavice település Csehországban, Libereci járásban. Hlavice Strážiště, Ralsko, Všelibice és Cetenov településekkel határos. Lakosainak száma 231 fő (2024. január 1.).

## Népesség
A település lakosságának változását az alábbi diagram mutatja:
| Lakosok száma | 953  | 895  | 750  | 414  | 333  | 229  | 232  | 233  | 222  | 231  |
|               | 1869 | 1890 | 1921 | 1950 | 1980 | 2001 | 2017 | 2019 | 2022 | 2024 |